# إم يو 90 إمباكت
إم يو 90 إمباكت هو طوربيد مضاد للغواصات متطور وخفيف الوزن وينتمي إلى الجيل الثالث من الطوربيدات وقد تم تطويره بواسطة فرنسا وإيطاليا لصالح القوات البحرية  الفرنسية، والإيطالية، والألمانية، والالدنماركية، والأسترالية، والبولندية. وهو مصمم ليتنافس مع الطوربيد الأمريكي Mark 54 بل وتم تطويره بغرض التفوق عليه في دوره كمضاد للغواصات، كما تم تطوير النسخة الخاصة بالقتل الصلب MU90 Hard Kill كنسخة طوربيد دفاعي مضاد للطوربيدات.
يتم بناء إم يو 90 قبل بواسطة ائتلاف يروتورب EuroTorp وهو مجموعة من الشركات  الفرنسية والإيطالية.

## نبذة تاريخية
يعد إم يو 90 هو نتاج عمل مشاريع منفصلة في فرنسا وإيطاليا من الثمانينات.
في فرنسا، كان المشروع تحت إشراف طومسون سينترا وتم ابتكار الطوربيد موراييه "Murène" في عام 1989، بينما في إيطاليا تم العمل بواسطة Whitehead على الطوربيد A244 ليستبدل باإصدار A290.
وفي عام 1990 بدأت المحاولات الأولى لدمج الجهود، وهي العملية التي اكتملت في عام 1993 بتشكيل ائتلاف يروتورب EuroTorp.
كان الفرنسيون يعتزمون استخدام الطوربيد الجديد على فرقاطاتهم، وطائرات أتلانتيك 2،  وكل من مروحياتلينكس وإن إتش-90. وكانوا بصدد طلب 1000 طوربيد، ولكن نهاية الحرب الباردة تسببت في خفض احتياجاتهم إلى 600 طوربيد فقط في عام 1991، وتجدد الطلب على الطوربيد بعدد 450 أخرى في عام 2000، ومن بعدها 300 طوربيد في عام 2008.
وقد كلف المشروع فرنسا 1150 مليون يورو (حوالي 1.5 مليار دولار أمريكي) وبلغت تكلفة الوحدة -في العام 2012- حوالي 1.6 مليون يورو (2.1 مليون دولار أمريكي تقريباً).

## التصميم

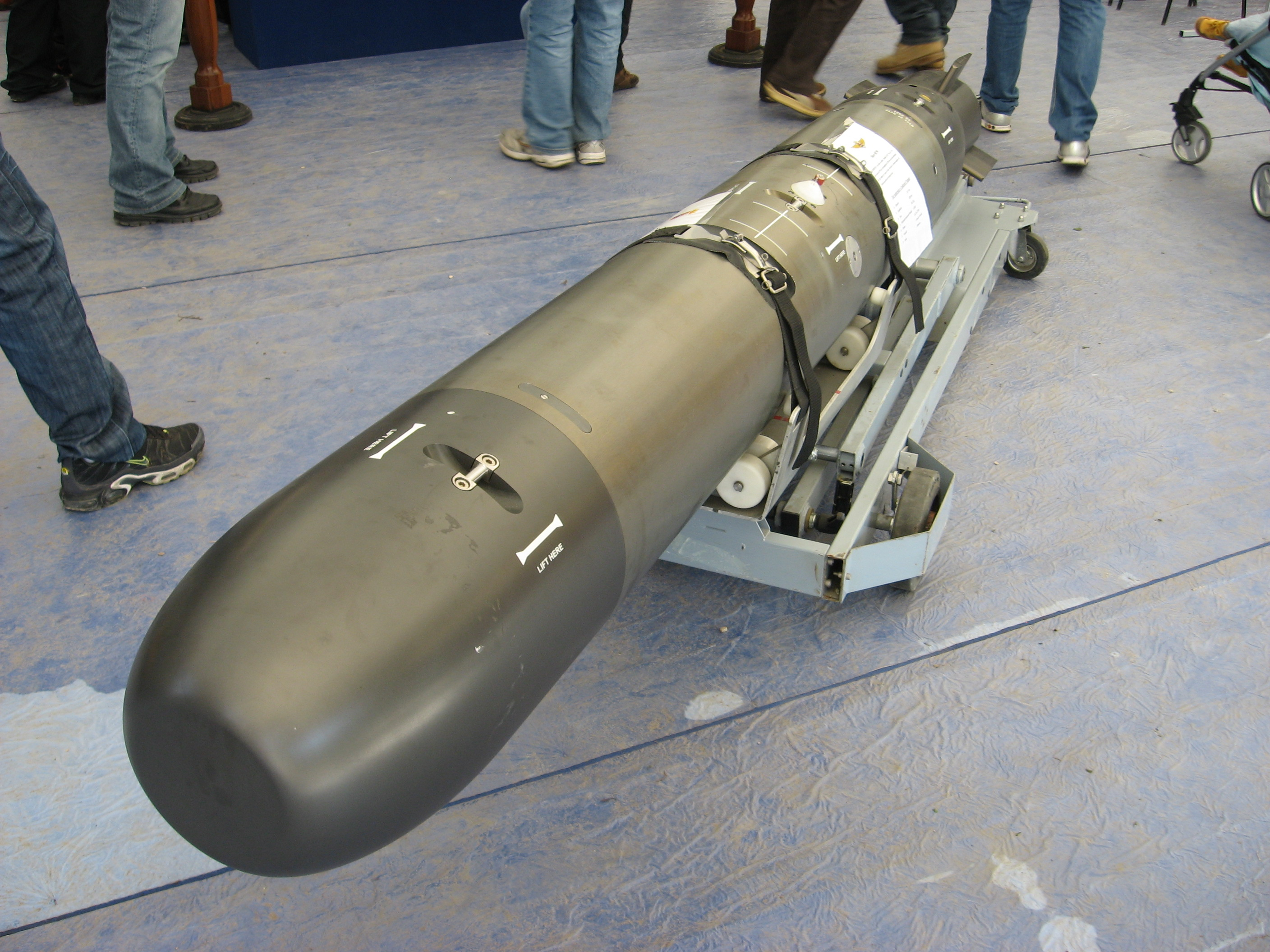
منظر أمامي للطوربيد

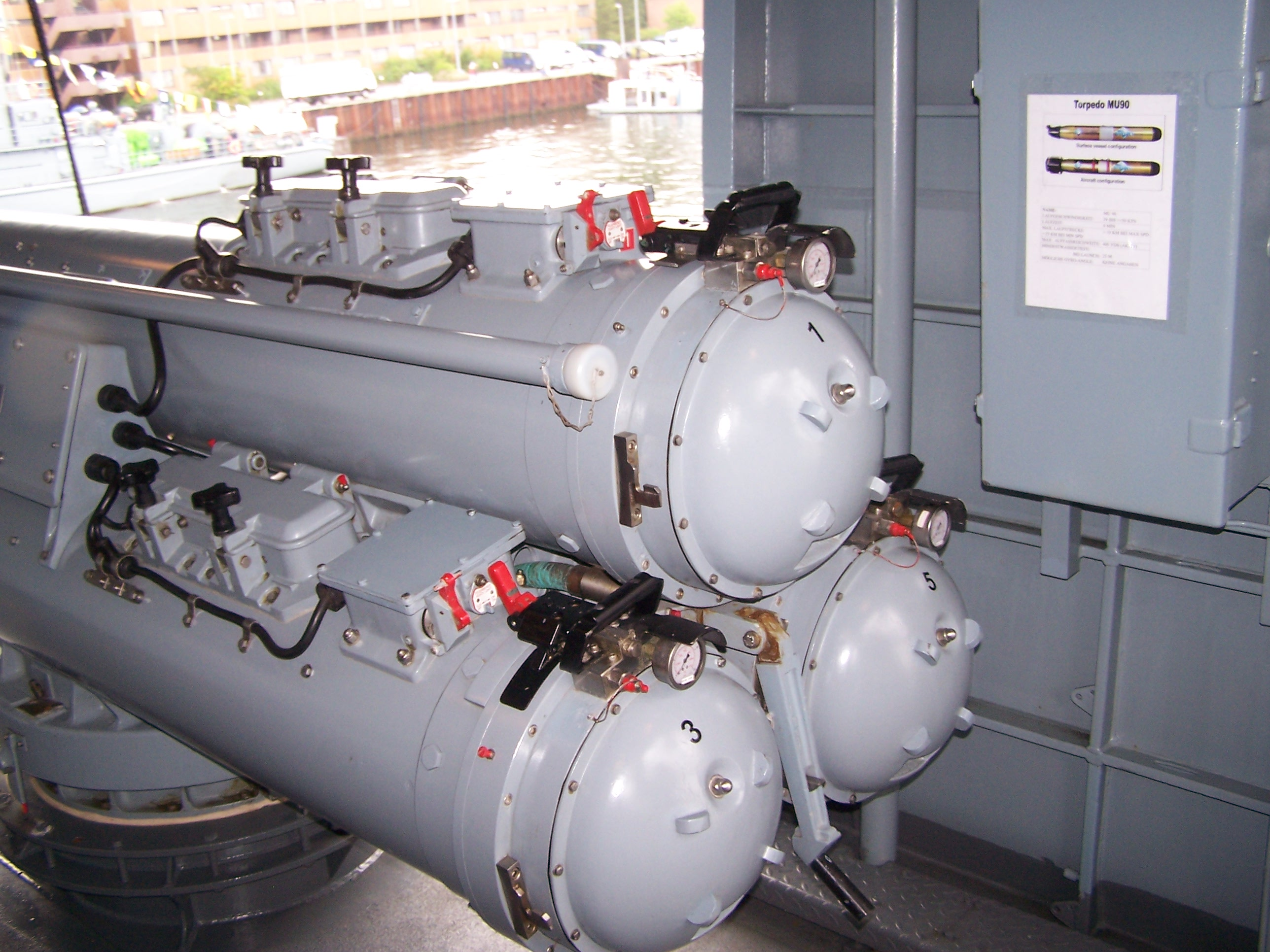
قاذف ثلاثي للطوربيد إم يو 90

طوربيد إم يو 90 هو عيار قياسي من طراز منظمة حلف شمال الأطلسي (323.7 ملم) وهو طوربيد خفيف الوزنLWT  ويزن 304 كيلو جرام، بطول 2.85 متر، تم تصميمه لمواجهة أي نوع من الغواصات سواء النووية أو التقليدية والمغلفة صوتياً، وسريعة التوغل، والناشرة لتأثيرات -نشطة أو سلبية- مضادة للطوربيدات.
ويمكن نشر الطوربيد من سفن السطح أو الطائرات الثابتة الجناح أو المروحيات.

وقد أدرج -سلفاً- في القدرات إمكانات التعامل مع تهديدات إطلاق صواريخ الدفاع الجوي من الغواصات SLAAM ، وكذلك القتل الصلب Hard-Kill (الطوربيد المضادة للطوربيد)، وقدرة الإطلاق من الغواصات.

تم تصميم هذا الطوربيد وصنعه بتقنيات متطورة، ويتميز بقدرات تنفيذ المهام في مختلف البيئات.
مواصفات هذا الطوربيد تسمح له بالإطلاق من طائرة دورية بحرية منطلقة بسرعة عالية، أو قاذفات مساعدة الصواريخ. وبتشغيل هذا الطوربيد بمضخة نفاثة كهربائية، يمكنه من الانطلاق  بسرعات «صامتة» لتجنب كشف موقعه، أو «الاندفاع» بسرعة أكثر من 29 عقدة.

ويمتاز هذا الطوربيد  برأس حربي من نوعالحشوة المشكلة والتي يمكن أن تخترق بدن أي غواصة، ويظل أيضاً قاتلاً في المياه الضحلة حيث تكون الرؤوس التقليدية أقل فعالية.

يتم تشغيل الطوربيد بواسطة بطارية مياه البحر المصنوعة من أكسيد الألومنيوم والفضة باستخدام مسحوق ثاني أكسيد الصوديوم المذاب كمحلول كهربائي، ويتضمن نظام إعادة تدوير كهربي ذو حلقة مغلقة متطورة. أما شفرات المضخة النفاثة والتي يديرها محرك كهربائي تسمح بسرعة متغيرة خطيًا للطوربيد، فيتم اختيارها تلقائيًا بواسطة تكتيكات السلاح وفقًا لمرحلة التشغيل. وبمدى تحمل طويل للغاية، يعمل السلاح دون أي تدهور في أعماق المياه التي تزيد عن 1000 متر، وكذلك بعمق ضحل يصل إلى 25 متر، مع الاحتفاظ بقدرات الملاحة حتى 3 أمتار.

يشتمل الباحث الصوتي المتقدم على 47 حزمة إرسال و 33 حزمة سابقة التكوين للاستقبال. ويتيح نظامه ذو الترددات المتعددة والمعالجة الموازية، وتشغيل النمط الصوتي في وقت واحد، القدرة على تتبع أهداف متعددة، ومسافة اشتباك كبيرة، وأداءً عاليًا في المياه الضحلة جدًا، مما يوفر للسلاح «مناعة» ضد التدابير -الأكثر تقدمًا- المضادة للطوربيدات

## التصدير

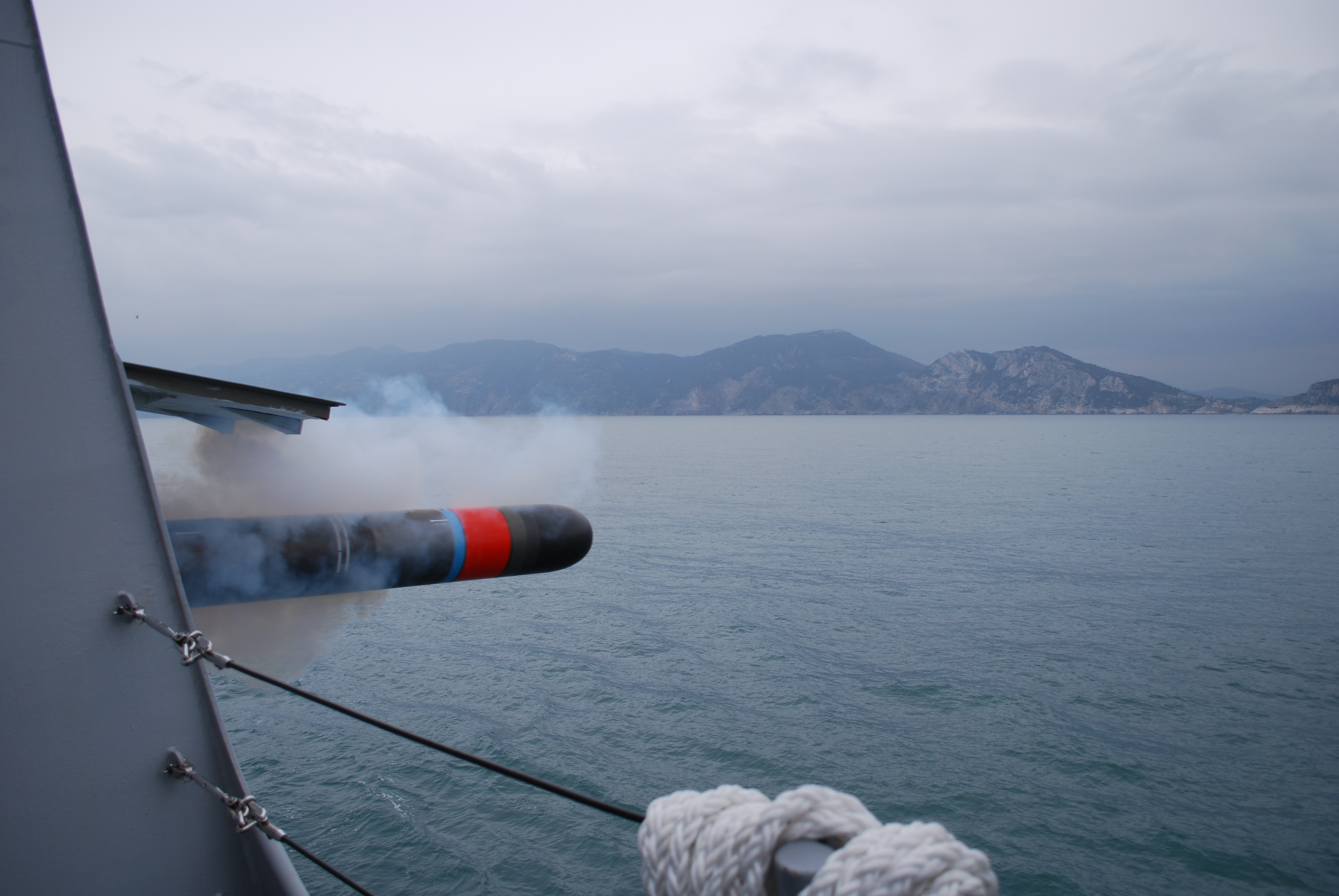
إطلاق طوربيد إم يو 90 من إحدى سفن السطح

بعد أن قررت أن طوربيداتها من طراز مارك 46 لم تكن مؤهلة بشكل كافي، وضعت أستراليا مشروع JP2070 في عام 1998 لشراء طوربيدات لفرقاطاتها من فئة أديلايد، وفئة انزاك، وطائرات أوريون AP-3C Orion، ومروحياتسي هوك S-70B-2 ، وكذلك المروحيات التي كان قيد الخطة في ذلك الحين إس إتش-2جي (ِأ) سوبر سي سبرايت.

ألغيت سي سبرايت، وتم حذف أوريون وسي هوك S-70B-2 من برنامج MU90 بسبب الميزانية، وتقرر أن بديلاتهما بوسيدون P-8 وإم إتش-60آر سي هوك فسيتم تسليحهم بالطوربيد الأمريكي مارك 54.

وعلى الرغم من كل ماتردد حول إحجام أستراليا عن إتمام صفقة شراء طوربيدات إم يو 90 إمباكت، إلا أن بيانات معهد ستوكهولم الدولي لأبحاث السلام تشير إلى أن أستراليا قد تسلمت من فرنسا حوالي 300 طوربيد من هذا النوع فيما بين الأعوام 2008 إلى 2017 في صفقة تم إبرامها بالعام 2003، وذلك بقيمة 150 مليون يورو في إطار مشروع بعنوان Joint Project-2070 Djimindi Phase-3 ويتم بموجب الإتفاق المبرم بين الدولتين إنتاج 35% من المكونات بإستراليا.
ومن بين الدول العربية المشغلة للطوربيد إم يو 90 حصلت المغرب على 50 طوربيد من هذا النوع فيما بين العام 2011 والعام 2014، وذلك لتسليح فرقاطاتها من فريم وسيجما

أما مصر، التي تشغل فرقاطة فريم وتعاقدت على 4 كورفيتات جويند تم دخول أولهم «الفاتح» الخدمة في سبتمبر 2017. وكلا الفئتين ينهضا بأدوار من بينها مكافحة الغواصات، لذا فقد تعاقدت مصر في صفقة منفصلة -بقيمة 100 إلى 200 مليون يورو- مع DCNS (نافال جروب حالياً) على عدد من طوربيدات إم يو 90.

## المشغلين الحاليين

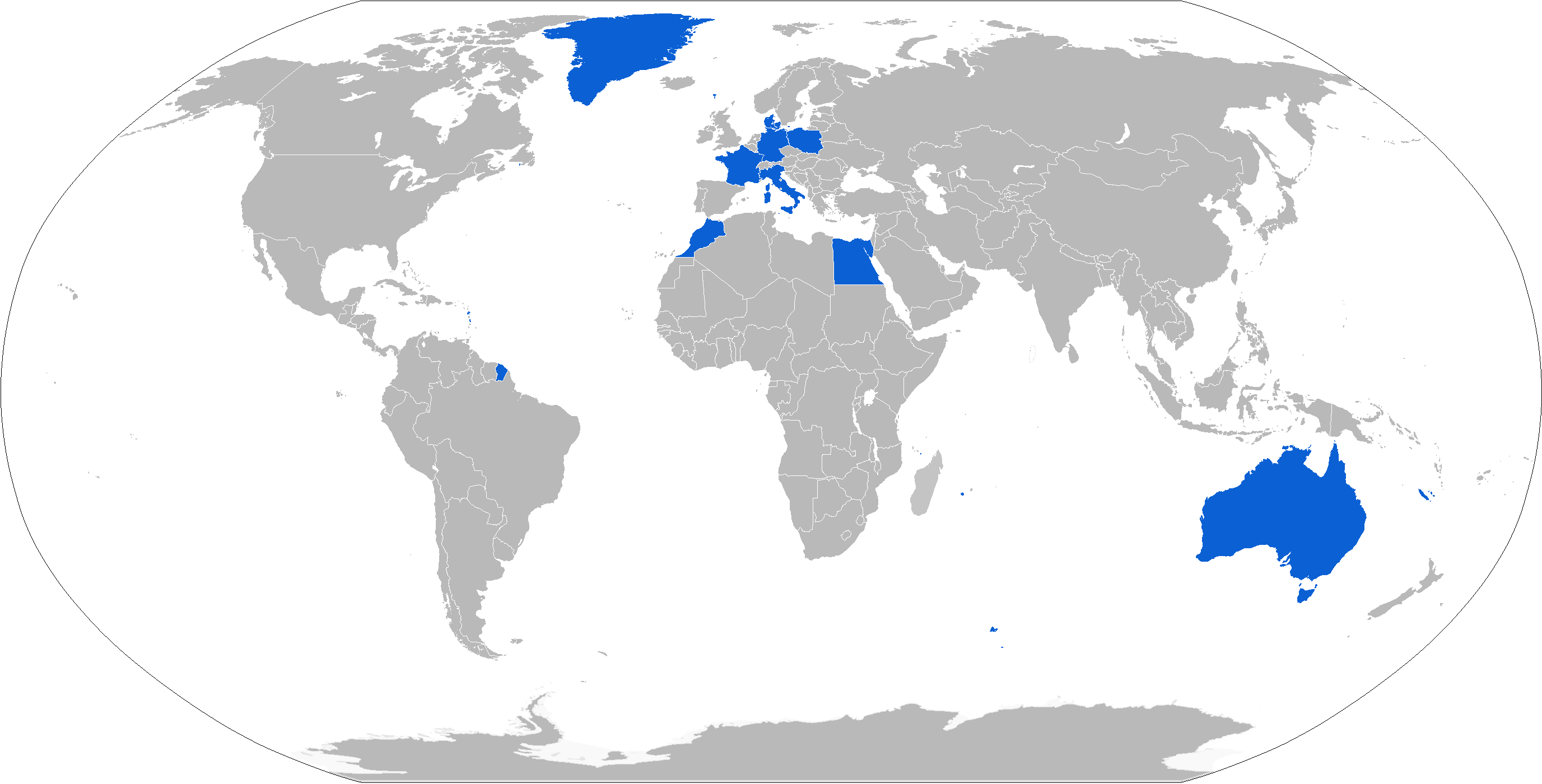
خريطة بالدول المشغلة للطوربيد إم يو 90 إمباكت

- أستراليا
- الدنمارك
- مصر
- فرنسا
- ألمانيا
- إيطاليا
- المغرب
- بولندا

### طوربيد خفيف
الطوربيد الأمريكي مارك 54 (MK 54)

 الطوربيد الأمريكي مارك 46

 طوربيد بلو شارك

### طوربيد ثقيل
طوربيد سي هاك DM2A4 

 الطوربيد الأمريكي مارك 48